# 第四十一届超级碗
第四十一届超级碗是美国国家橄榄球联盟2006赛季的总决赛，比赛将于2007年2月4日在佛罗里达迈阿密的海豚体育场举行，届时将由AFC冠军印城小马对阵NFC冠军芝加哥熊。最終由印城小马勝出。

## 外部連結
- NFL.com's 官方網站 （页面存档备份，存于）